# Färöischer Fußballpokal der Frauen 2015
Der Färöische Fußballpokal der Frauen 2015 fand zwischen dem 15. März und 29. August 2015 statt und wurde zum 26. Mal ausgespielt. Im Endspiel, welches im Tórsvøllur-Stadion in Tórshavn auf Kunstrasen ausgetragen wurde, siegte Titelverteidiger KÍ Klaksvík mit 2:1 gegen EB/Streymur/Skála und konnte den Pokal somit zum sechsten Mal in Folge gewinnen.
KÍ Klaksvík und EB/Streymur/Skála belegten in der Meisterschaft die Plätze eins und zwei, dadurch erreichte KÍ Klaksvík das Double. Für KÍ Klaksvík war es der 13. Sieg bei der 19. Finalteilnahme, für EB/Streymur/Skála die erste Finalteilnahme überhaupt.

## Teilnehmer
Teilnahmeberechtigt sind folgende fünf A-Mannschaften der ersten Liga:
| 1. Deild                                                                    |
| AB Argir/B36 Tórshavn EB/Streymur/Skála HB Tórshavn ÍF/Víkingur KÍ Klaksvík |

## Modus
Drei ausgeloste Mannschaften waren für das Halbfinale gesetzt. Die verbliebenen Teams spielten in einer Runde den letzten Teilnehmer aus. Alle Runden wurden im K.-o.-System ausgetragen.

## Qualifikationsrunde
Die Partie der Qualifikationsrunde fand am 15. März statt.
|                       | Ergebnis                         |             |
| --------------------- | -------------------------------- | ----------- |
| AB Argir/B36 Tórshavn | 1:1 n. V. (1:1, 0:0) (2:4 i. E.) | ÍF/Víkingur |

## Halbfinale
Die Hinspiele im Halbfinale fanden am 13. Mai statt, die Rückspiele am 4. Juni.
|                   | Gesamt |             | Hinspiel  | Rückspiel |
| ----------------- | ------ | ----------- | --------- | --------- |
| EB/Streymur/Skála | 4:1    | ÍF/Víkingur | 0:0       | 4:1 (1:0) |
| KÍ Klaksvík       | 9:6    | HB Tórshavn | 6:2 (2:1) | 3:4 (2:1) |

## Finale
| Paarung           | KÍ Klaksvík – EB/Streymur/Skála |
| Ergebnis          | 2:1 (0:0) |
| Datum             | 29. August 2015 |
| Stadion           | Tórsvøllur, Tórshavn |
| Zuschauer         | 412 |
| Schiedsrichter    | Bent Tommy Linklett (Tórshavn) |
| Tore              | 1:0 Malena Josephsen (71.) 1:1 Íðunn Magnussen (76.) 2:1 Rannvá B. Andreasen (86., Elfmeter) |
| KÍ Klaksvík       | Ana Ivanov – Katrina Akursmørk, Ragna B. Patawary, Bára S. Klakstein – Maria K. Thomsen, Gudny Johannesen (78. Hervør Olsen), Eyðvør Klakstein, Rannvá B. Andreasen, Olga Kristina Hansen – Malena Josephsen , Sigrid Jacobsen Cheftrainer: Oddbjørn Joensen |
| EB/Streymur/Skála | Anna S. Hansen – Guðrið Poulsen, Durita Mikkelsen (59. Kára Djurhuus) – Fríðrún Danielsen, Birna T. Johannesen, Ansy Sevdal, Margunn Lindholm, Sigrun Kalsoy Kristiansen , Durita Hummeland, Íðunn Magnussen – Rakul V. Magnussen Cheftrainer: Poul G. Olsen |

## Torschützenliste
| Platz | Spieler              | Verein      | Tore |
| ----- | -------------------- | ----------- | ---- |
| 1     | Rannvá B. Andreasen  | KÍ Klaksvík | 04   |
| 1     | Milja R. Simonsen    | HB Tórshavn | 04   |
| 3     | Olga Kristina Hansen | KÍ Klaksvík | 02   |
| 3     | Gudny Johannesen     | KÍ Klaksvík | 02   |